# Église Santa Maria della Solitaria
L'église Santa Maria della Solitaria (Sainte-Marie-de-la-Solitaire) est une église disparue de Naples qui se trouvait via Solitaria sur la partie orientale de la colline de Pizzofalcone.

## Histoire

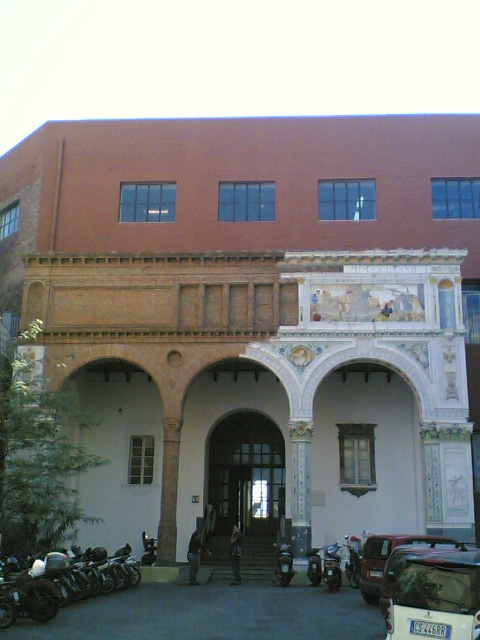
Restes du couvent, aujourd'hui institut d'art.

L'église est bâtie en 1580 en annexe d'un couvent fondé en 1578 pour accueillir les filles orphelines des soldats espagnols. L'église possédait des fresques de Ribera et de Giordano. En 1824, elle est démolie et le couvent annexe, supprimé.
En 1880, l'Institut d'art Filippo Palizzi installe son siège dans l'ancien couvent. Il ouvre ses portes en 1882 grâce à d'illustres Napolitains, comme le prince de Satriano.

## Source de la traduction
- (it) Cet article est partiellement ou en totalité issu de l’article de Wikipédia en italien intitulé « Chiesa di Santa Maria della Solitaria » (voir la liste des auteurs).